# Miconia gentryi
Miconia gentryi är en tvåhjärtbladig växtart som beskrevs av John Julius Wurdack. Miconia gentryi ingår i släktet Miconia och familjen Melastomataceae. Inga underarter finns listade i Catalogue of Life.